# Adinuso (Reban)
Adinuso is een bestuurslaag in het regentschap Batang van de provincie Midden-Java, Indonesië. Adinuso telt 2971 inwoners (volkstelling 2010).